# 태양충류

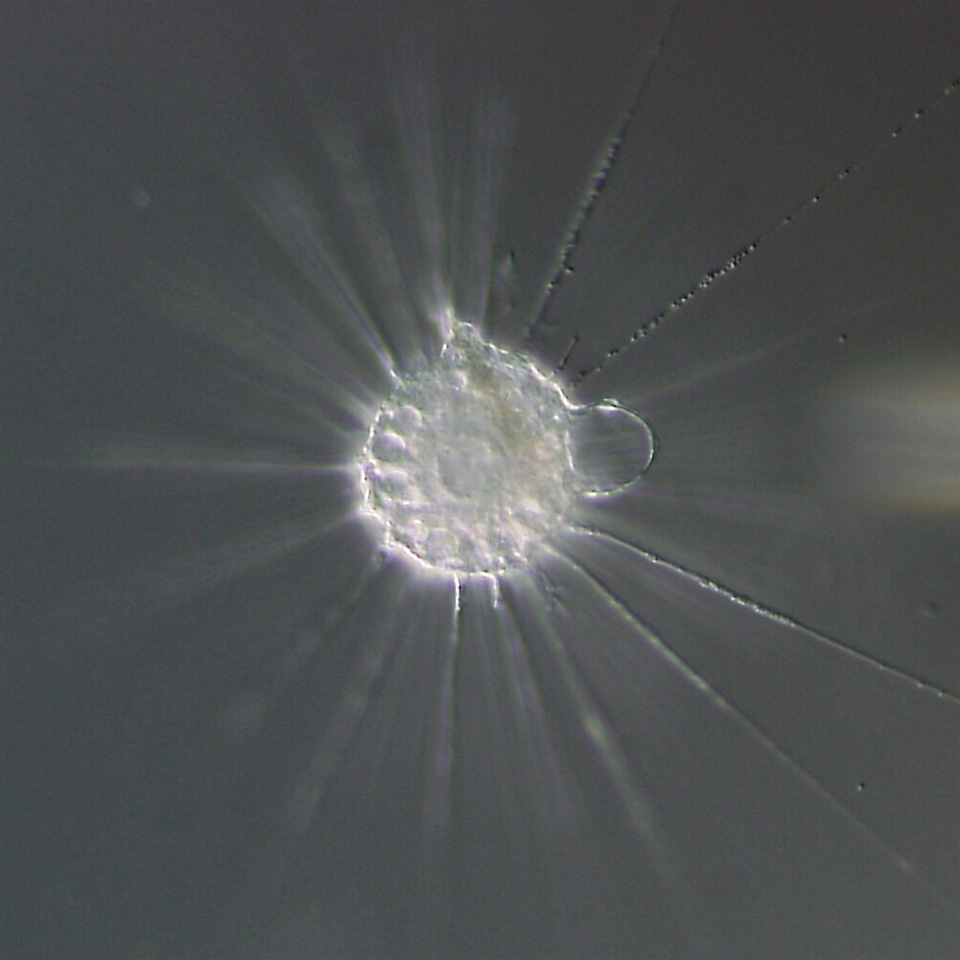
반지름 40～50μm의 태양충
(Actinophrys sol)

태양충류(太陽蟲類) 또는 태양충은 원생동물의 일종으로 육질충류로 분류되기도 한다.

## 하위 분류
초기의 태양충류 분류는 다음과 같다.
- 무각태양충류(Actinophryida), 페디넬라목(Pedinellales), 섬모충목(Ciliophryida, 현재 부등편모조류로 분류)
- 육질태양충목(Centrohelida, 하크로비아로 간주)
- 유각태양충류(Desmothoracida), 헬리오모르파목(Heliomonadida/Dimorphida), 김노스파이라목(Gymnosphaerida, 현재 리자리아로 간주)
- 탁소포디다목(Taxopodida)/스티콜론케속(Sticholonche, 현재 리자리아로 간주)
- 로토스파이라목(Rotosphaerida, 현재 후편모생물로 간주)[2]

## 태양충
태양충(太陽蟲)은 태양충목(Actinophryida)에 속하며 학명은 Actinophrys sol이다. 지름 0.05mm의 동그란 모양으로 많은 허족(虛足)이 사방으로 나와 있어 태양충이라 불리게 됐다. 허족은 방사상의 수많은 세포질 덩어리로 이루어지며 운동보다는 먹이를 잡는 데 쓰인다. 겉으로 보면 방산충과 구조가 매우 비슷한데 중심낭이 없는 점으로 구별된다. 못·호수 등의 담수의 플랑크톤이 있는 곳에서 부유생활을 하며, 세균이나 작은 편모충을 먹고 산다. 생식은 이분법이나 출아법으로 무성생식을 하거나 편모를 가진 배우자를 만들어 유성생식을 한다.